# 酷狗老皮
酷狗老皮（英語：Jake the Dog）是由潘得頓·沃德創作美國動畫影集《探險活寶》中的虛構人物。由約翰·迪·瑪吉歐配音。首次登場於探險活寶。老皮是阿寶最好的朋友兼繼兄。他是能夠變大縮小的狗，依照“魔法狗族”，已30餘歲。他的魔法能讓他伸縮自如，從巨大到迷你的任何身體部位。他作他精力充沛的弟弟的心腹和導師，生性相當玩世不恭。老皮在大多數情況下很悠閒，但喜歡冒險及急切戰鬥。他的力量能協助阿寶相當多數的戰鬥及運送，但有時是愉快的表現。傑克與由尼基·楊配音的彩虹姊姊是長期的男女朋友；在〈老皮爸爸〉中出現有了五個孩子。在試播集中認識彩虹姊姊，能相當熟練地演奏中提琴，中提琴裡面有隻叫雪比的蚯蚓。

## 生平簡歷
皮老爹與他的妻子皮老媽在某次調查過程中被外星生物變形獸咬了一口。老皮的出生正是自父親的頭上被變形獸咬出一個腫包，接著腫包蹦出一顆小蛋並孵出老皮，此時老皮的弟弟小明也已出世。由於擁有變形獸的基因，因此擁有伸縮自如的能力。老皮長大後與小甜甜成為搭檔一同進行犯罪，直到他退休後才改邪歸正，並與阿寶一起冒險。後來也與彩虹姊姊結婚並育有五個孩子，而在第八季第16集〈滑板少女酷妞〉中提到也已有一名孫女酷妞。
第九季第9集〈拯救哇賽秘境：原歸過往〉中腫泡泡公主利用自身元素力量還原哇賽秘境，卻因為自己擁有一半的變形獸基因，而在還原後變出他的「真面目」：擁有五顆眼睛，藍色皮膚且體型巨大的生物。之後在該季第10集〈變形老皮〉恢復狗狗樣貌。
第十季第10集〈老皮的外星之戰〉與自己的「親生父親」變形獸相遇並被帶到變形獸的星球，卻發覺自己的精力逐漸減弱，此後才發現自己被騙，最後將父親變形獸丟入黑洞中，而自己則孤零零呆在外星球上。最後於該季第11集〈火星神殿〉中與阿寶再次重逢。